# Risk: The Game of Global Domination (jeu vidéo, 1996)
Pour les articles homonymes, voir Risk (homonymie).
Risk: The Game of Global Domination est un jeu vidéo de stratégie adapté du jeu de société Risk. Il est sorti en 1996 sur Windows et PlayStation.

## Système de jeu
Le gameplay reprend dans les grandes lignes les règles du jeu de société.

## Accueil
| Risk           |      |       |
| Média          | Pays | Notes |
| Cyber Stratège | FR   | 4/5   |
| Gen4           | FR   | 1/6   |